# Rhaphidostegium leptocarpon
Rhaphidostegium leptocarpon là một loài rêu trong họ Sematophyllaceae. Loài này được (Schwägr.) A. Jaeger mô tả khoa học đầu tiên năm 1878.